# 桑德罗·卡尔多索·多斯·桑托斯
桑德罗·卡尔多索·多斯·桑托斯（Sandro Cardoso dos Santos，1980年3月22日—），生于巴西，巴西职业足球运动员，退役前最後效力的球隊是中國超級足球聯賽球会長沙金德。
他曾是巴西U19成員及2001年K聯賽神射手。